# Faouzi Benzarti
Faouzi Benzarti (ur. 3 stycznia 1950 w Monastyrze) – piłkarz tunezyjski, a obecnie trener piłkarski.

## Kariera piłkarska
Benzarti w swojej karierze piłkarskiej występował w klubie US Monastir.

## Kariera trenerska
W swojej karierze trenerskiej Benzarti prowadził takie zespoły jak: US Monastir, Étoile Sportive du Sahel, Club Africain Tunis, Club Sportif Sfaxien, Stade Tunisien i Espérance Tunis. W 1994 roku krótko prowadził reprezentację Tunezji, a w latach 2007-2009 był selekcjonerem reprezentacji Libii. W 2009 roku ponownie objął funkcję selekcjonera reprezentacji Tunezji i poprowadził ją w Pucharze Narodów Afryki 2010.